# Hans Engel (Staatssekretär)
Hans Alfred Engel (* 17. November 1887 in Magdeburg; † 1945) war ein deutscher Ministerialbeamter und Staatssekretär.

## Biografie
Hans Engel wurde in Magdeburg als Sohn des Hochschullehrers Ernst Johann Jakob Engel und seiner Ehefrau Anna Mathilde Friederike geb. von Homeyer geboren. Das Abitur legte er 1906 am Realgymnasium Magdeburg ab, studierte nach dem Schulbesuch Rechts- und Staatswissenschaften und war nach der Promotion zum Dr. iur. und dem Ersten Juristischen Staatsexamen als Gerichtsreferendar tätig. Kurz nach Abschluss des Zweiten Juristischen Staatsexamens als Assessor begann er im April 1914 seinen Militärdienst und war während des Ersten Weltkrieges zuletzt Fliegeroffizier. In der Marneschlacht wurde er schwer verwundet.
Nach dem Ende des Ersten Weltkrieges trat er 1918 als Regierungsassessor in den Staatsdienst und wurde 1920 zum Regierungsrat im Reichsministerium für Ernährung und Landwirtschaft ernannt und war bis 1933 Mitarbeiter dieses Ministeriums. Zwischen 1924 und 1935 war er Mitglied der Organisation Stahlhelm, Bund der Frontsoldaten. Im Dezember 1924 erfolgte seine Beförderung zum Oberregierungsrat sowie zum Mitarbeiter in der Abteilung für Zoll und Handelsverträge. Im Juli 1929 wurde er zum Ministerialrat befördert.
Nach der „Machtergreifung“ durch die Nationalsozialisten wechselte er 1933 in das Reichsarbeitsministerium und wurde dort als Ministerialdirektor zunächst Leiter der Hauptabteilung II (Sozialversicherung, Wohlfahrt) und später Leiter der Hauptabteilung IV (Arbeitsmarkt). Nach dem durch die Deutsche Arbeitsfront (DAF) veranlassten Rücktritt von Staatssekretär Johannes Krohn war er seit Sommer 1939 auch maßgeblich für die Gesundheitspolitik des Ministeriums zuständig. Zum 1. April 1936 trat Engel der NSDAP bei (Mitgliedsnummer 3.756.783).
Während des Zweiten Weltkrieges war er zwischen 1940 und 1941 Adjutant des Generals der Flieger und Wehrmachtbefehlshabers in den Niederlanden, Friedrich Christiansen.
1942 kehrte er ins Reichsarbeitsministerium zurück und wurde dort als Nachfolger von Friedrich Syrup am 5. März 1942 zum Staatssekretär sowie zum Leiter der Gruppe Internationale Sozialpolitik ernannt. Diese Ämter hatte er bis zum Ende des Zweiten Weltkrieges 1945 inne. Engel war außerdem Mitglied der Akademie für Deutsches Recht.
Vermutlich verstarb Hans Engel 1945 im sowjetischen Speziallager Nr. 4 in Landsberg/Warthe.